# Clara de huevo

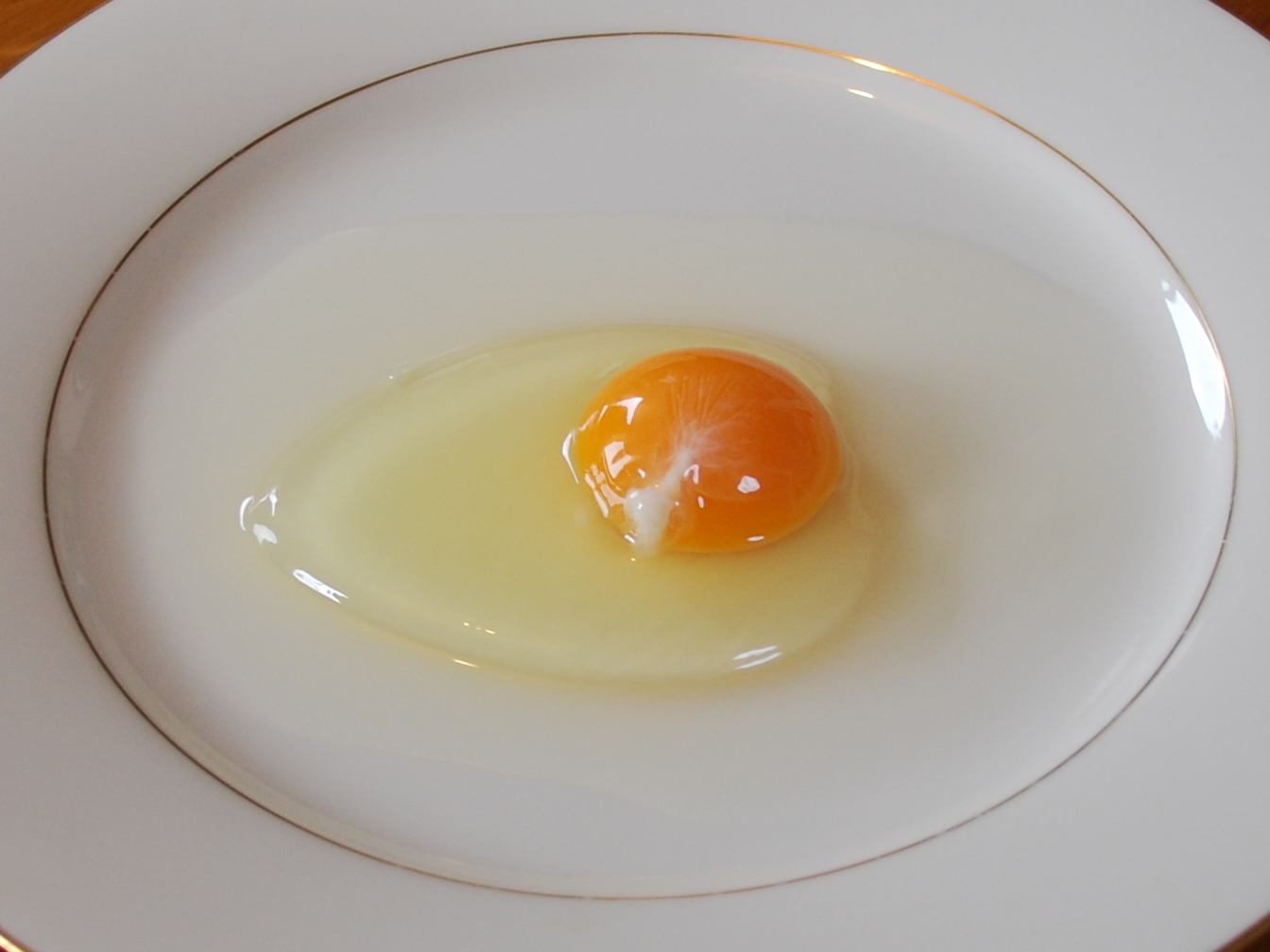
La clara de huevo es todo aquello en el huevo que no es de color amarillo/naranja.

La clara de huevo o albumen, es el nombre común que hace referencia al líquido semitransparente que contienen los huevos. Se caracteriza por su alto contenido en proteínas del huevo, se le conoce en latín: albūmen «clara de huevo».

## Característica
Contrariamente a lo que se suele pensar, la clara no es el citoplasma del óvulo. El citoplasma es la yema, relleno casi exclusivamente de vitelo y con el núcleo restringido a una pequeña región excéntrica.

La clara del huevo, está compuesta por agua y proteínas (fundamentalmente ovoalbúmina) secretadas por el epitelio del oviducto durante el paso del óvulo por él. En concreto, se estima que las secreciones se componen principalmente de un 15% de proteínas disueltas en agua. Su función natural primaria es la de proteger la yema de huevo y proveer nutrientes adicionales para el crecimiento del embrión, debido a sus altos valores nutricionales. En este sentido, si se compara el proceso de gestación y desarrollo de un embrión humano con el de un embrión gallináceo, la clara del huevo viene e cumplir una función casi idéntica a la del líquido amniótico en el proceso de gestación humana. A diferencia de la yema del huevo, no aporta grasa ni colesterol. La clara de huevo posee muchos usos para los humanos, especialmente alimentarios.

## Clara de huevo como alimento
La clara, según las especies, aporta hasta las dos terceras partes del peso total del huevo.

Su composición es 85-90 % de agua y el resto es proteína, con trazas de minerales, materias grasas, vitaminas y glucosa. 
| Por cada 60 gramos (huevo de gallina mediano) | Proteínas       | Lípidos         | Agua            |
| --------------------------------------------- | --------------- | --------------- | --------------- |
| Clara                                         | . 10,2 gramos . | . 0,12 gramos . | . 58,2 gramos . |
| Yema                                          | 6,3             | 19,5            | 28,8            |

Las proteínas incluidas en la clara del huevo son:
- La ovoalbúmina es la más abundante proteína de la clara de huevo, en la que representa alrededor del 55 % del total de proteínas.[3]
- La conalbúmina hace el 14 % del total de las proteínas de la clara de huevo.
- El ovomucoide u ovomucina alcanza una proporción del 11 %. Es el causante de muchas de las respuestas alérgicas al huevo. Es una glucoproteína rica en mucopolisacaridos, y es la principal responsable de la viscosidad característica de la clara.
- La lisozima alcanza el 3,5 % y actúa como antibiótico.
- La ovomucina hace el 1,5 % de la proteína existente en el huevo.
- La avidina alcanza una proporción del 0,05 %.

La clara de huevo es una mezcla homogénea coloidal (con tamaños de soluto entre 1 y 100 nanómetros (nm)). En virtud de ser un coloide, presenta un fenómeno muy particular de dispersión de la luz, llamado efecto Tyndall.
A los 65-75 °C la proteínas se coagulan y se torna de color blanco, ese proceso se denomina desnaturalización (bioquímica) .

## Uso culinario
La clara de huevo forma la base de algunas preparaciones culinarias básicas, debido en parte a la capacidad de coagulación. 
La ovomucina de la clara es el ingrediente que mayores propiedades culinarias tiene debido a que es la responsable de cuajar el huevo. 
Al batirse tiene tendencia a atrapar burbujas de aire y formar una especie de espuma, por lo que si se bate mucho puede aumentar de volumen y tomar una consistencia semisólida. Es lo que se conoce en cocina como punto de nieve. No obstante, si se deja mucho rato puede deshacerse. Cuando la misma se bate con azúcar o edulcorante se le conoce como merengue y se emplea en la decoración de pasteles o bien en la elaboración de suspiros. Por su parte, al mezclar las claras batidas con ingredientes salados como queso, verduras trituradas, salsa bechamel, carnes, etc.; pasa a ser una soufflé.